# Sailor Ninja - Time and Space - 1
Sailor Ninja - Time and Space - 1 (「セーラー忍者」時空戦遊録 - 1) es una película japonesa, del 10 de octubre de 2008, producida por Zen Pictures. Es una película del género tokusatsu, de acción y aventuras, con artes marciales, dirigido por Koji Kusumoto, y protagonizada por Ayumi Onodera, Asami Sugiura y Yui Akamatsu. La película Posee una segunda parte (Sailor Ninja - Time and Space - 2).
El idioma es en japonés, pero también está disponible con subtítulos en inglés, en DVD o descargable por internet.

## Argumento
En el futuro, las guerras predominan en la Tierra. Guldo, un clan de espectros dirigidos por Guldo, han realizado campañas de conquista por el mundo hasta eliminar todas las familias de ninjas, excepto la última guerrera ninja llamada Kirisia.
Kirisia no puede enfrentarse sola contra todos los luchadores de Guldo, por lo que se ve obligada a elaborar un plan drástico. Se trata de viajar al pasado, a través de dimensiones distintas hasta llegar al momento en que el clan Guldo se empieza a crear. Enfrentándose a ellos en el pasado, podría cambiar el presente y futuro.
Cuando Kirisia logra transportarse al pasado, conoce a Mio Etsujima, que organizó la primera familia de ninjas llamada Dare-devil Ninja Gangs, para enfrentarse a los Guldo. Mientras tanto, Guldo se da cuenta de la estrategia de Kirisia y también logra retroceder en el tiempo. Guldo y los espectros del pasado, se enfrentarán a Mio y Kirisia.